# Nasa moroensis
Nasa moroensis är en brännreveväxtart som beskrevs av Weigend. Nasa moroensis ingår i släktet färgkronor, och familjen brännreveväxter. Inga underarter finns listade i Catalogue of Life.